# Shock G

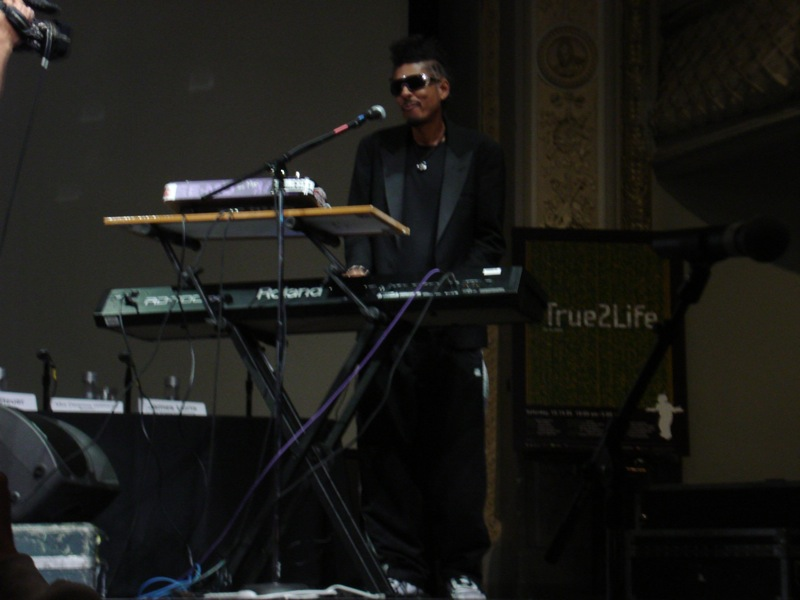
Shock G, 2006

Gregory Edward Jacobs, bekannt unter den Künstlernamen Shock G und Humpty Hump (* 25. August 1963 in New York City, New York; † 22. April 2021 in Tampa, Florida), war ein US-amerikanischer Musiker und Rapper, der insbesondere als Gründer und Leadsänger der Hip-Hop-Band Digital Underground bekannt wurde. 1991 produzierte er Tupac Shakurs Debütsingle und koproduzierte auch dessen Debütalbum 2Pacalypse Now.

## Leben und Wirken
Shock G verbrachte die meiste Zeit seiner Kindheit und Jugend an der Ostküste der Vereinigten Staaten. Ende der 1970er Jahre verließ er kurz vor seinem Abschluss die High School und ging auf ein College, wo er Musik studierte. Mitte der 1980er Jahre zog er dann nach San Francisco Bay Area in Kalifornien.
Im Gegensatz zu Digital Underground war Shock G als Solokünstler kommerziell nicht sehr erfolgreich. 1993 produzierte er dann aber Tupac Shakurs Durchbruch-Single I Get Around, die Goldstatus erreichte. Zudem wirkt er auch in dem Musikvideo mit. Des Weiteren produzierte er 1995 Shakurs So Many Tears aus dessen Album Me Against the World. 1994 produzierte er einen Remix vom Prince-Song Love Sign, der auf dessen Album Crystal Ball zu hören ist.
Shock G starb am 22. April 2021 im Alter von 57 Jahren in einem Hotelzimmer in Tampa in Florida. Todesursache war eine versehentliche Überdosierung der Droge Crystal Meth und von dem Schmerzmittel Fentanyl in Kombination mit Alkohol. Shock G kann somit zu den Opfern der Opioidepidemie in den USA gezählt werden.